# Fountain of Youth
Fountain of Youth är en actionäventyrsfilm i regi av Guy Ritchie. Den hade premiär på Apple TV+ den 23 maj 2025.
Filmen handlar om två syskon som slår sig samman för att leta upp den mytomspunna ungdomens källa.

## Rollista
| John Krasinski   | – Luke Purdue      |
| Natalie Portman  | – Charlotte Purdue |
| Eiza González    | – Esme             |
| Domhnall Gleeson | – Owen Carver      |